# Vorskla
La Vorskla (en russe et en ukrainien : Ворскла) est une rivière de Russie et d'Ukraine et un affluent gauche du Dniepr, dans la plaine d'Europe orientale.

## Géographie
Elle a une longueur de 464 km et draine un bassin de 14 700 km2.
La Vorksla prend sa source sur les pentes occidentales du plateau central de Russie, près du village de Pokrovka (oblast de Belgorod, en Russie). Elle rejoint le Dniepr à 514 km de son embouchure, près du village de Svetogorskoïe (oblast de Poltava, en Ukraine).
La Vorksla parcourt 118 km en territoire russe et 336 km en territoire ukrainien. Elle est navigable jusqu'à la ville de Kobeliaky. Elle est généralement gelée de décembre à mars.

## Affluents
Les principaux affluents de la Vorskla sont :
- en rive droite : Boromlya et Vorsklytsia ;
- en rive gauche : Merla, Kolomak et Tahamlik.

## Protection
Sur le territoire ukrainien, sa rive est protégée par le Parc national de Hetman.

## Villes
Les principales villes arrosées par la Vorksla sont : Graïvoron, Poltava, Okhtyrka et Kobeliaky.